# Pietá (Gregorio Fernández)
 (mai 2015).
Si vous disposez d'ouvrages ou d'articles de référence ou si vous connaissez des sites web de qualité traitant du thème abordé ici, merci de compléter l'article en donnant les références utiles à sa vérifiabilité et en les liant à la section « Notes et références ».
La Pietá ou la Sixième angoisse est une sculpture de style baroque de l'artiste Gregorio Fernández datable de 1616, se trouvant actuellement au musée national de la sculpture à Valladolid.
Elle représente la « Vierge Marie douloureuse » (Mater dolorosa ou Pietà) soutenant son fils Jésus après la Déposition de la Croix.

## AutresPietàde Gregorio Fernández
- Pietà (1610 – 1612), Église Notre-Dame du Mont-Carmel, Burgos (Attribution).
- Pietà (ca. 1620), Monastère de Sainte Claire, Carrión de los Condes.
- Quinta Angustia (ca. 1625-1627), Église de Saint Martín de Valladolid.
- Pietà (ca. 1628), Église Sainte Marie, La Bañeza.

## Galerie

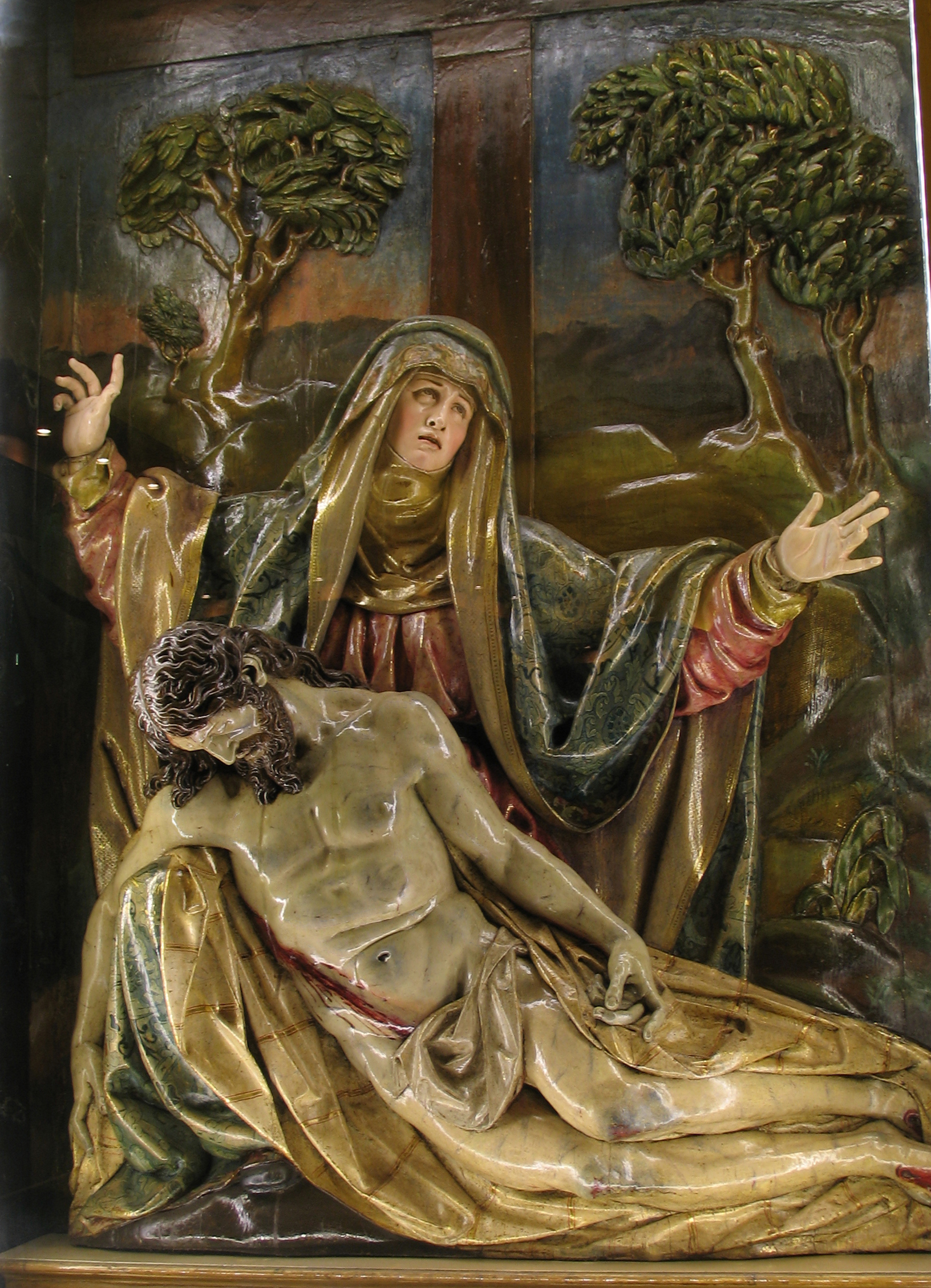
Pietà, Burgos
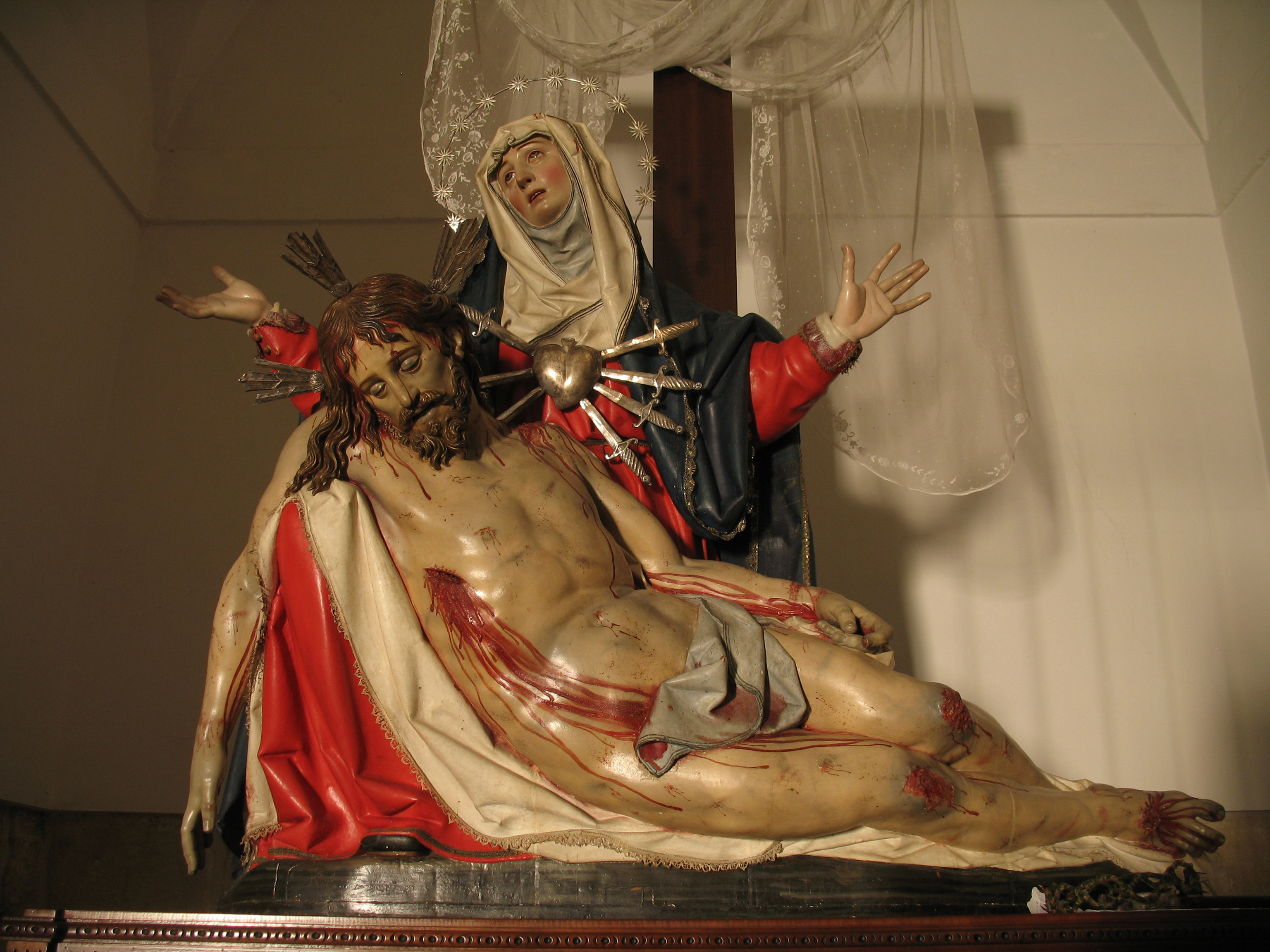
Pietà, Monastère de Sainte Claire.
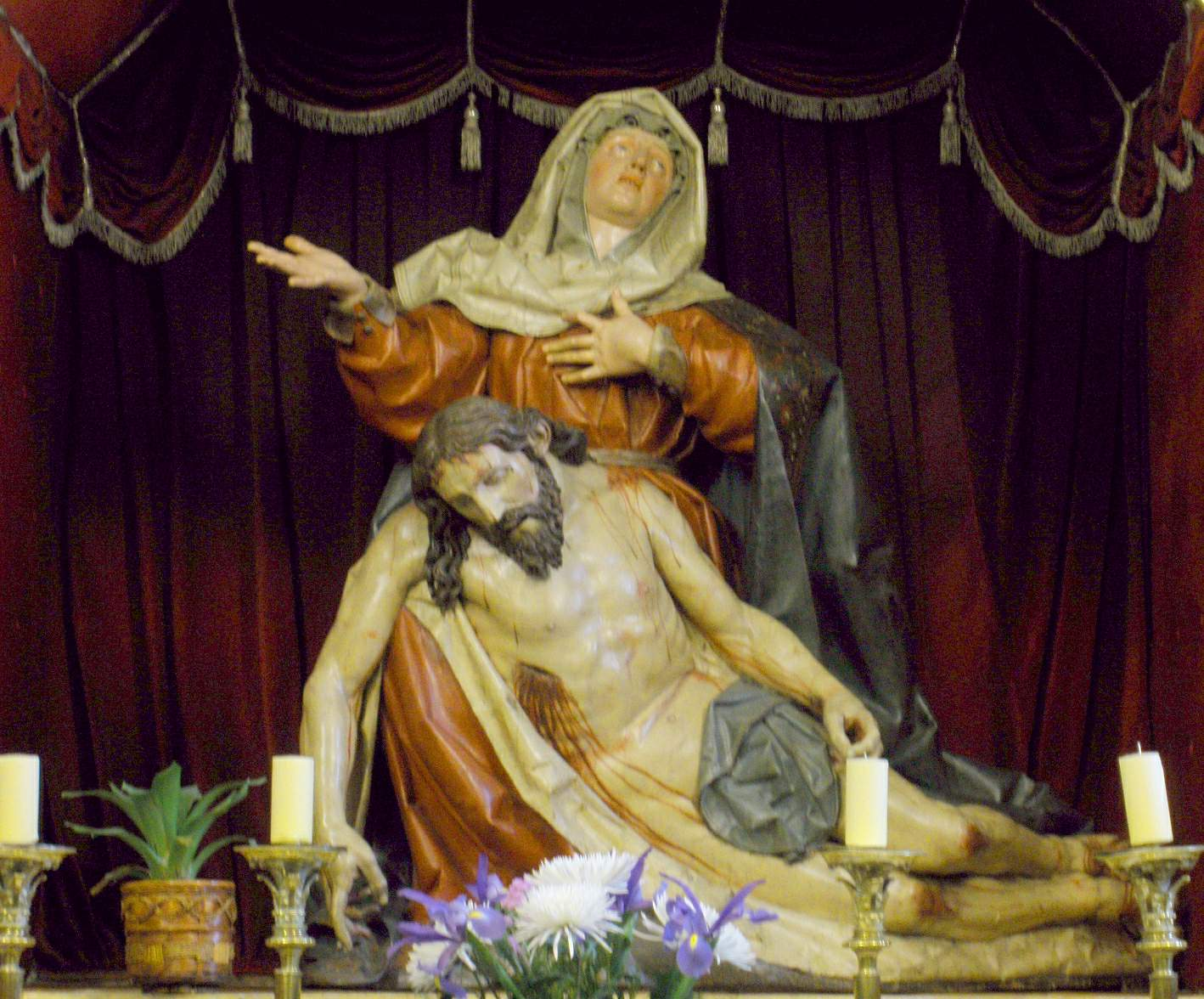
Pietà, La Bañeza
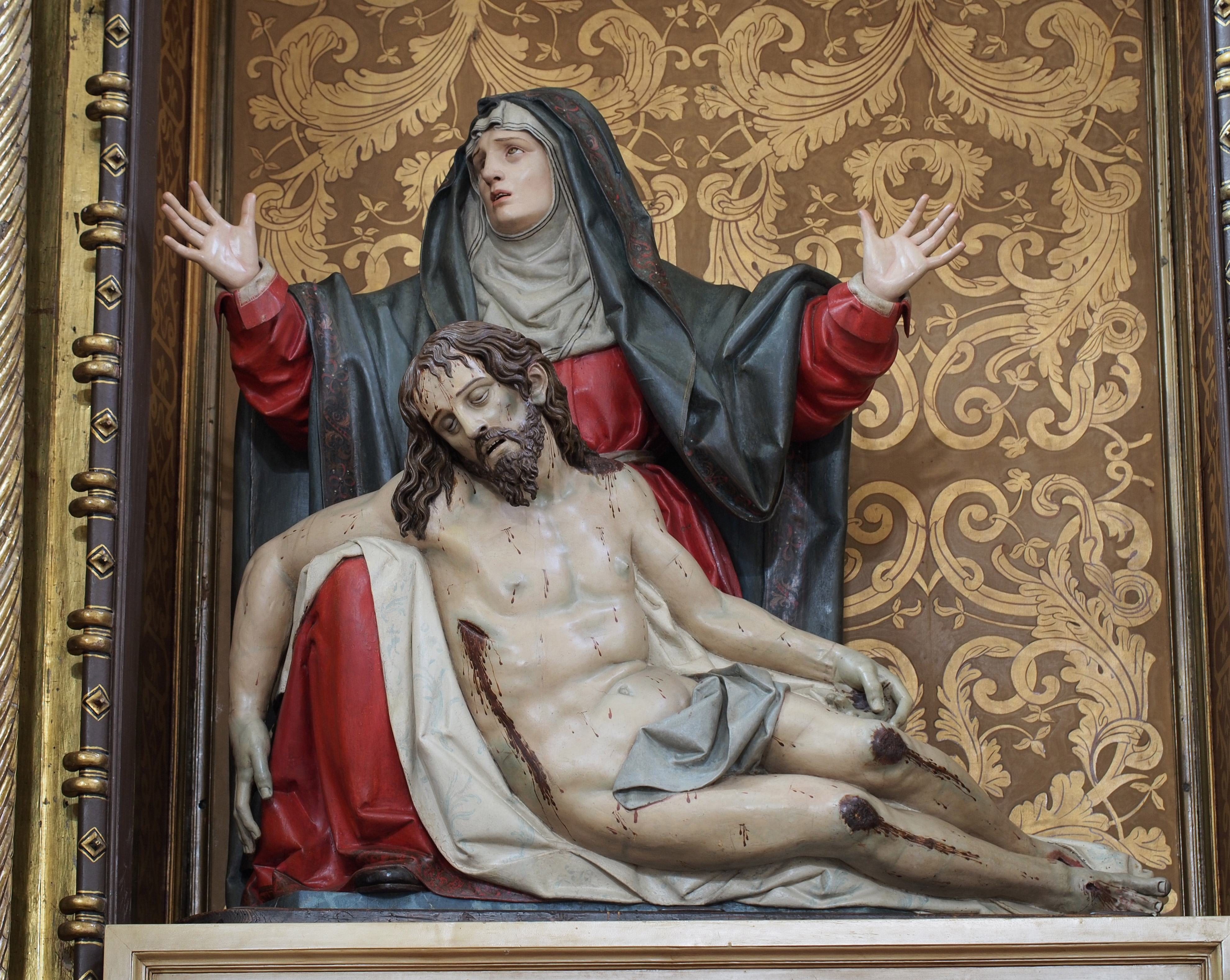
Quinta Angustia, Valladolid